# 21257 Їжні-Чехи
21257 Їжні-Чехи (21257 Jižní Čechy) — астероїд головного поясу, відкритий 26 лютого 1996 року.
Тіссеранів параметр щодо Юпітера — 3,234.